# День кохання (фільм)
День кохання (рос. День любви) — радянський фільм 1990 року, знятий режисером Олександром Полинниковим.

## Сюжет
Дія відбувається в 1990 році, на заключному етапі радянської перебудови. Місце дії — промисловий мономіст, структурований навколо автомобільного заводу (по всій видимості, мова йде про завод КамАЗ в Набережних Челнах). 
Корумпований адміністратор (ім'я та посада не названі, але за змістом це секретар міськкому КПРС або як мінімум голова міськвиконкому) запланував велику махінацію — продаж п'ятнадцяти великовантажних автомобілів КамАЗ ташкентському підпільному мільйонерові Карімову. Ціна питання — 3 мільйони рублів, які Карімов повинен доставити готівкою.

## У ролях
| Актор             | Роль                                                         |
| ----------------- | ------------------------------------------------------------ |
| Анна Назарьєва    | Христина Кашина                                              |
| Андрій Болтнєв    | Микола Кашин, вітчим Христини, робочий автозаводу            |
| Сергій Чернов     | Маттіас Херр, батько Кристины, німецький інженер             |
| Тетяна Бєдова     | Валентина, мати Христини                                     |
| Володимир Наумцев | Рютин, слідчий з особливо важливих справ                     |
| Сергій Газаров    | Вадим Безуглов («Мисливець»), кримінальний авторитет         |
| Володимир Мишкін  | «Людина з «Волги», корумпований адміністратор, ватажок мафії |
| Андрій Смоляков   | Костя Типін, бандит-художник, ватажок «моталки»              |
| Леонід Муратов    | Акай, бандитський бригадир, охоронець «Мисливця»             |
| Володимир Топцов  | «Валет», бандит, напарник Акая                               |
| Ігор Гринштейн    | Карімов, ташкентський мафіозі, покупець КамАЗів              |
| Лев Перфілов      | бухгалтер, агент мафії                                       |
| Руслан Ангельчук  | «Пікассо», розкаявся член «моталки»                          |
| Ігор Шарапов      | Шкурко («Пістон»), член «моталки»                            |
| Анна Іваницька    | Світла, повія «Мисливця»                                     |
| Олександр Гловяк  | погромник-«афганець»                                         |
| Андрій Гончар     | швейцар                                                      |

## Знімальна група
- Сценарій : Юрій Манусов, Ігор Поберезький, Григорій Єлисаветський
- Режисер : Олександр Полинников
- Оператор : Аркадій Повзнер
- Композитор : Георгій Черкасов, Віктор Голубец
- Художник : Валентин Гідулянов